# Scyllarides latus
 (juin 2024).
La mise en forme du texte ne suit pas les recommandations de Wikipédia : il faut le « wikifier ».
Les points d'amélioration suivants sont les cas les plus fréquents. Le détail des points à revoir est peut-être précisé sur la page de discussion.
- Les titres sont pré-formatés par le logiciel. Ils ne sont ni en capitales, ni en gras.
- Le texte ne doit pas être écrit en capitales (les noms de famille non plus), ni en gras, ni en italique, ni en « petit »…
- Le gras n'est utilisé que pour surligner le titre de l'article dans l'introduction, une seule fois.
- L'italique est rarement utilisé : mots en langue étrangère, titres d'œuvres, noms de bateaux, etc.
- Les citations ne sont pas en italique mais en corps de texte normal. Elles sont entourées par des guillemets français : « et ».
- Les listes à puces sont à éviter, des paragraphes rédigés étant largement préférés. Les tableaux sont à réserver à la présentation de données structurées (résultats, etc.).
- Les appels de note de bas de page (petits chiffres en exposant, introduits par l'outil «  Source ») sont à placer entre la fin de phrase et le point final[comme ça].
- Les liens internes (vers d'autres articles de Wikipédia) sont à choisir avec parcimonie. Créez des liens vers des articles approfondissant le sujet. Les termes génériques sans rapport avec le sujet sont à éviter, ainsi que les répétitions de liens vers un même terme.
- Les liens externes sont à placer uniquement dans une section « Liens externes », à la fin de l'article. Ces liens sont à choisir avec parcimonie suivant les règles définies. Si un lien sert de source à l'article, son insertion dans le texte est à faire par les notes de bas de page.
- La présentation des références doit suivre les conventions bibliographiques. Il est recommandé d'utiliser les modèles {{Ouvrage}}, {{Chapitre}}, {{Article}}, {{Lien web}} et/ou {{Bibliographie}}. Le mode d'édition visuel peut mettre en forme automatiquement les références.
- Insérer une infobox (cadre d'informations à droite) n'est pas obligatoire pour parachever la mise en page.

Pour une aide détaillée, merci de consulter Aide:Wikification.
Si vous pensez que ces points ont été résolus, vous pouvez retirer ce bandeau et améliorer la mise en forme d'un autre article.
Espèce
Statut de conservation UICN

 DD  : Données insuffisantes
La grande cigale de mer (Scyllarides latus) est une espèce protégée de crustacés présente dans toute la Méditerranée (surtout dans le sud et l’est jusqu’à l’Adriatique) et sur la côte atlantique-est du Portugal au golfe de Guinée. Elle mesure entre 20 et 50 cm de long. Elle possède des antennes aplaties en forme de palettes, bordées de violet. Sa carapace grenue et rugeuse est de couleur brun-orangé sur le dos. Elle vit de 3 à plus de 100 m de profondeur et affectionne les grottes, failles et le dessous des dalles rocheuses isolées dans les posidonies. D’un comportement grégaire, elle se nourrit de petits invertébrés, généralement des mollusques : patelles, ormeaux, crépidules et de crustacés. Elle est occasionnellement nécrophage, et se fait souvent prendre dans les nasses et filets où elle est entrée pour dévorer les appâts et les poissons capturés. Son activité est plutôt nocturne. En France, elle était appréciée et a fait l’objet d’une pêche intensive, souvent illégale (en scaphandre autonome). Elle semble avoir disparu du Golfe du Lion, mais on la trouve encore localement en région Provence-Alpes-Côte d'Azur et en Corse. Elle est protégée et interdite de pêche depuis l'arrêté du 26 novembre 1992. Elle fait également l’objet de mesures de protection en Europe et dans la plupart des autres pays de la Méditerranée (Convention de Berne).